# Верховой (вулкан)
Верховой — щитовой вулкан расположенный в России, северной части Камчатки. Располагается в центральной части Срединного хребта у южного подножия массива Алней-Чашакондже. Вершина возвышается на 1400 метров над уровнем моря (по другим данным — на 1350 м) и сложена в основном из базальтовых и андезитовых пород. Вулкан элипсоподобной формы, представляет собой пологий щит площадью площадь — 22 км². Объём изверженного материала оценивается как- ~3 км3. Высота склонов: 450 м — западных и 250 м — восточных. Склоны имеют первично-вулканический облик и не эродированные.
Возраст вулкана оценивается как позднечетвертичный — конец плейстоцена начало голоцена. Огородов с соавторами оценивают его как «верхнечетвертично-современный (голоценовый)».
Когда произошло последнее извержение, неизвестно.